# Huyền thoại sân cỏ GGO
Huyền thoại sân cỏ GGO (Tiếng Trung: 超智能足球, Chāo Zhì Néng Zú Qiú, Tiếng Anh: AI Football GGO) là một bộ phim hoạt hình Trung Quốc về môn bóng đá và công nghệ tương lai được thực hiện bởi Puzzle animation studio Ltd.

## Nội dung
Phim lấy bối cảnh thế kỷ 21, công nghệ phát triển rất nhanh. Robots GGO được tạo ra! Chúng tuy nhỏ nhưng về kĩ thuật chơi bóng rất tốt. Nhân vật chính phim là Isaac, đã tìm thấy hệ thứ 7 đặc biệt GGO robot-Myth.Cậu cùng những người bạn: Shawn, Karl, Timmy, Oscar và Cat lập "Đội chân trần", cùng các thành viên GGO (Myth, Dynamo, Satellite, Swift, Titan, Shadow,Shield) tham gia trận AI Football GGO.Và Isaac cần Myth để hoàn thành tâm nguyện của ba cậu là vô địch.

## Danh sách tập

### Mùa 1
| #  | Tên tiếng Trung         | Tên tiếng Anh                                 | Dịch nghĩa                              |
| -- | ----------------------- | --------------------------------------------- | --------------------------------------- |
| 1  | 神秘的球员-潜龙         | The Mysterious Player - Myth                  | Myth - Cầu thủ bí ẩn                    |
| 2  | 承担                    | Responsibility                                | Gánh vác trách nhiệm                    |
| 3  | 战区擂台赛              | Battle In The Arena                           | Trận đấu tại Arena                      |
| 4  | 再战简•奥尼             | Re-Match With Shawn                           | Đấu tiếp với Shawn                      |
| 5  | 左上角的秘密            | The Secret Of The Upper Left Corner           | Bí mật góc trái trên của khung thành    |
| 6  | 谁是总领队？            | Who Is Team Captain?                          | Ai là đội trưởng?                       |
| 7  | 镜战术                  | Illusion Attack                               | Chiến thuật soi gương                   |
| 8  | 赤足败阵？！            | The Bare Feet Of Battle                       | Chân Trần bại trận                      |
| 9  | 迷失在蜂群之中          | Lost In A Swarm Of Bees                       | Lạc đường giữa rừng ong                 |
| 10 | 神秘的潜能              | Secrets Of Myth                               | Bí mật của Myth                         |
| 11 | 神盾五子                | Five Brothers Of The Spirit Shield            | Năm anh em đội Khiên Thần               |
| 12 | 诱敌之计                | The Decoy                                     | Giăng bẫy                               |
| 13 | 十二码的直觉            | The Penalty Instinct                          | Quả phạt đền                            |
| 14 | 狂妄的魔术师            | The Mad Magician                              | Đội Ma Thuật ngông cuồng                |
| 15 | 击破掩眼法              | Shattering Illusion                           | Vạch trần âm mưu xâu xa                 |
| 16 | 突如其来的战友          | The Unexpected Teammate                       | Cầu thủ mới bất ngờ xuất hiện           |
| 17 | 卧龙•初遇               | Crouching Dragon-First Encounter              | Lần đầu gặp gỡ đối thủ                  |
| 18 | 球场上的阅读者          | The Reader On The Field                       | Người phân tích cầu thủ                 |
| 19 | 火焰射球VS火焰射球！    | Roaring Flame Strike VS Roaring Flame Strike! | Quả cầu lửa đấu với quả cầu lửa         |
| 20 | 恶魔现身了              | Revealing The Angry Demon                     | Ác Ma hiện hình                         |
| 21 | 最后一场战役            | The Last Battle                               | Trận đấu cuối cùng                      |
| 22 | 奥尼的射球机器          | Shawn's Scoring Machine                       | Máy sút bóng của Shawn                  |
| 23 | 苦战！诺曼底战阵！      | Intensity Of The Normandy Strategy!           | Khổ chiến với trận Normandy             |
| 24 | 11人的足球比赛          | Barefoot 11                                   | 11 thành viên đội Chân Trần             |
| 25 | 最漫长的战役            | The Longest Battle                            | Trận bóng dài nhất                      |
| 26 | 永远的好拍档            | Forever Partners                              | Mãi mãi là đồng đội                     |
| 27 | 进攻决赛的舞台          | Driving To The Finals                         | Chuẩn bị cho cuộc quyết đấu             |
| 28 | 人魔之战                | Humans VS Demons                              | Cuộc chiến giữa người và ma             |
| 29 | 高迅打倒高迅            | Isaac VS Isaac                                | Isaac đấu với Isaac                     |
| 30 | 赤足！永不放弃！        | Never Give Up Barefoot!                       | Chân Trần không bao giờ bỏ cuộc         |
| 31 | 快乐足球VS地狱足球      | Heaven Football VS Hell Football              | Bóng đá vui vẻ đấu với bóng đá địa ngục |
| 32 | 最后的火焰射球          | The Ultimate Roaring Flame Strike             | Quả cầu lửa cuối cùng                   |
| 33 | 寻找高文                | Searching For Coleman                         | Đi tìm tiến sĩ Coleman                  |
| 34 | GGO的奥秘               | The Mystery Of GGO                            | Bí mật của GGO                          |
| 35 | 世界之霸者              | Ruler Of The World                            | Quy luật thế giới                       |
| 36 | 疾电幻灭                | Swift's Exit                                  | Swift bị trọng thương                   |
| 37 | 高文的指令              | Coleman's Game Plan                           | Kế hoạch của Coleman                    |
| 38 | 攻不破的数据镜影        | The Indestructible Pre-attack Simulation      | Những tỉ lệ chính xác                   |
| 39 | 被围困的流星与铁甲      | Trapping Titan And Satellite                  | Satellite và Titan bị bủa vây           |
| 40 | 来自阿根廷的玫瑰刺针    | The Argentina Stings                          | Những đóa hồng gai đến từ Argentina     |
| 41 | 玫瑰•优雅地刺进赤足龙门 | Scoring With Style                            | Những bàn thắng đầy phong cách          |
| 42 | 再见新疾电•再见了奥尼   | Goodbye New Swift! Goodbye Shawn!             | Gặp lại Swift mới, tạm biệt Shawn       |
| 43 | 赤足第六人              | The Sixth Man                                 | Thành viên thứ 6                        |
| 44 | 天鸟滑翔                | Falcon Airborne Strike                        | Thần ưng vỗ cánh                        |
| 45 | 失去自我的守门员        | Lack Of Confidence                            | Đánh mất chính mình                     |
| 46 | 互信之战                | The Battle Of Trust                           | Trận chiến của niềm tin                 |
| 47 | 亚洲赛的阴谋            | The Asia Qualifying Tournament Conspiracy     | Âm mưu ở giải Châu Á                    |
| 48 | 神秘小国的面具          | The Mask Of The Sanya Kingdom                 | Người bí ẩn ở vương quốc Sanya          |
| 49 | 幽灵修罗门              | The Ghost Of Shura                            | Linh hồn của đội Shura                  |
| 50 | 重聚的战友              | Reunited                                      | Lại trở thành đồng đội                  |
| 51 | 可怕的火焰射球          | The Ultimate Roaring Flame Strike             | Quả cầu lửa đáng sợ                     |
| 52 | 赤红烈焰                | Red Flames                                    | Ngọn lửa rực cháy                       |